# Петровка (Єсільський район)
Петро́вка (каз. Петров) — село у складі Єсільського району Північноказахстанської області Казахстану. Адміністративний центр Петровського сільського округу.
Населення — 1122 особи (2021; 1281 у 2009, 1451 у 1999, 1985 у 1989).
Національний склад станом на 1989 рік:
- росіяни — 67 %;
- казахи — 24 %.